# 七聖古廟

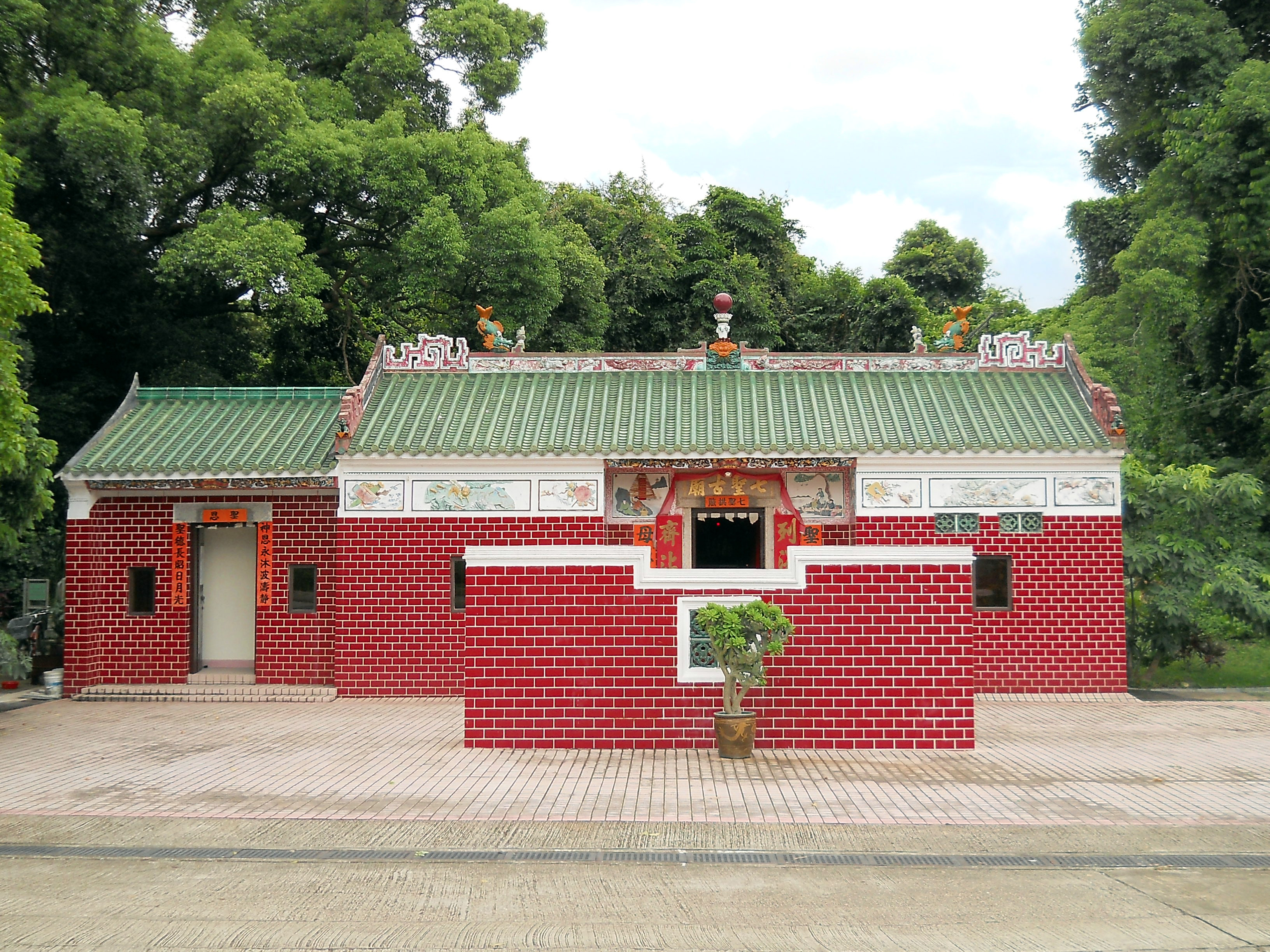
重修的七聖古廟已失古貌

七聖古廟，又稱七聖宮古廟，簡稱七聖廟，位於香港新界大埔區西貢北十四鄉官坑。七聖古廟建於明末清初，由十四鄉鄉村組成的「東平社」、「西平社」、「南慶社」及「北慶社」合力建造，每社輪席管理一年。

## 傳說
據說清乾隆年間，有漁夫在毗鄰的帆沙排、汀洲、白沙頭一帶捕魚作業，有一夜在帆沙排下網，只網得石頭一堆，當中有七顆特別的石卵，漁夫將這七顆石卵擲向岸邊，竟見七顆小火星升起一直飄達馬鞍山山麓，漁夫向天禱告謂若魚獲大盛時，必定在山邊建廟，報答神恩。從此漁夫一帆風順，願望得償，因此在附近神角頭山邊建築一所名為「黃金廟」的小屋作為敬拜之用，但其後竟為火焚燬，有七顆小火星像流星一樣，沿廟後山飛至官坑即失其蹤，鄉民紛紛認為乃神靈指示建廟地點，乃發起重建新廟。

## 供奉神祇
七聖古廟正殿供奉有8個神像，前排是單一媽祖像，亦有說是王母，後排七仙女居中最大的一尊是三家姐，據村民所說是織女，是全港僅有三間「七姐廟」之一，另外兩間分別是位於坪洲的「仙姊廟」和位於石籬的七聖宮，偏殿則供奉關帝。每年到了七夕，不少戀人攜手前來敬拜，祈求愛情圓滿順利。

## 建築及古物
七聖古廟為三開間兩進式傳統建築廟宇，廟內懸掛了一口鑄造於乾隆27年（1762年）的銅鐘，外殿聯「七姐善心存愷測；聖神仁術統陰陽」及堂前高腳牌「污穢勿近」，則是光緒32年（1906年）所立，並有光緒及民國年間重修匾聯。廟前建有一幅風水牆，其外有一個廣場，古裝武俠片大行其道時，經常作為電影公司拍攝外景的場地，有「武林勝地」之稱。
七聖古廟原每歲演戲酬神，至1970年代因不少男丁到外國工作而停止。於1998年進行重修後，原居民重新開始每隔三年舉辦酬神粵劇。七聖古廟原本被評為二級歷史建築，惟因重建導致原貌盡失，於2010年2月4日確定不予評級。

## 日佔時期
香港日治時期有日本军駐紮在七聖古廟，東江縱隊港九大隊西貢中隊曾進行偷襲，因估計錯誤，遭火力強大的日軍擊退，隊員吳壽在衝進廟時頭部中彈身亡，其他隊員未能及時搶回遺體，遭日軍割下頭顱懸掛於廟前榕樹上。該棵越澗相連人稱「七姐橋」的「連理樹」，近年因政府大興土木施工，將別名「七姐坑」或「銀河」的溪澗改建為明渠才告倒下。

## 地區中心
1954年當十四鄉一帶鄉村成立西貢北約鄉事委員會時，七聖古廟成為議事及辦公的地方，直到位於大埔墟的新會址建成才結束。成立七聖古廟的「東平社」由烏溪沙村民組成，其後連同馬鞍山一同併歸沙田區，而其餘三個社則仍屬由大埔區管轄的西貢北。

## 外部連結
- 香港另外幾間的七聖宮/七姐廟/仙姊廟 開命啦資料2013/2/23
- 福山堂：七聖古廟（页面存档备份，存于）
- 何志平：細說七夕（页面存档备份，存于）